# Parkin (Arkansas)
Parkin es una ciudad ubicada en el condado de Cross en el estado estadounidense de Arkansas. En el Censo de 2010 tenía una población de 1105 habitantes y una densidad poblacional de 168,04 personas por km².

## Geografía
Parkin se encuentra ubicada en las coordenadas 35°15′40″N 90°33′11″O / 35.26111, -90.55306. Según la Oficina del Censo de los Estados Unidos, Parkin tiene una superficie total de 6.58 km², de la cual 6.58 km² corresponden a tierra firme y (0%) 0 km² es agua.

## Demografía
Según el censo de 2010, había 1105 personas residiendo en Parkin. La densidad de población era de 168,04 hab./km². De los 1105 habitantes, Parkin estaba compuesto por el 27.78% blancos, el 69.41% eran afroamericanos, el 0.63% eran amerindios, el 0% eran asiáticos, el 0% eran isleños del Pacífico, el 0.81% eran de otras razas y el 1.36% pertenecían a dos o más razas. Del total de la población el 1.09% eran hispanos o latinos de cualquier raza.